# 索马里兰国徽
索马里兰共和国国徽为一金黄圆盘，一个平称立于中央，代表平等与法制社会，称下是只常见于阿拉伯与阿拉伯影响深的国家的国家标志中的薩拉丁之鹰。分别代表自由与平等的两个手在鹰下合手。两根橄榄枝环绕在圆盘周边，象征和平。两根橄榄枝交接上方用阿拉伯文行书体写出伊斯兰教中的太斯米“诵真主之名”，同时从侧面隐示索马里兰的穆斯林背景。

## 国徽
- 英属索马里兰
（1903-1950）
- 英属索马里兰
(1950-1952)
- 索马里共和国
(1956-1991)

## 政府徽章
- 索马里兰议会众议院
- 索马里兰长老院
- 索马里兰中央银行
- 索马里兰总统